# Eurovision Song Contest 2016
Eurovision Song Contest 2016 là Cuộc thi Ca khúc Truyền hình châu Âu thứ 61, diễn ra tại Stockholm, Thụy Điển. Sau hai lần vào các năm 1975 và 2000, đây là lần thứ ba Stockholm được tổ chức chương trình Eurovision Song Contest, sau khi Måns Zelmerlöw với ca khúc "Heroes" đã giành chiến thắng giải ESC 2015 vào ngày 23 tháng 5 năm 2015, tại Viên, Áo.
Cuộc thi gồm hai vòng bán kết vào ngày 10 và 12 tháng 5 và chung kết vào ngày 14 tháng 5 năm 2016. Dẫn chưong trình của cuộc thi là Måns Zelmerlöw và Petra Mede.
42 nước tham dự vào cuộc thi. Bosnia và Herzegovina, Bulgaria, Croatia, và Ukraina trở lại sau khi vắng mặt từ các cuộc thi trước, trong khi Úc cũng có mặt sau khi tham dự năm ngoái như là một khách đặc biệt. Bồ Đào Nha rút lui, phần lớn vì không hiệu quả trong việc quảng cáo truyền thông âm nhạc, trong khi Romania ban đầu dự định tham gia, nhưng bị bắt buộc rút lui vì cơ quan truyền thông quốc gia không thanh toán khoản nợ cho EBU. 26 nước tranh trong vòng chung kết. Sau 5 lần từ khi tham dự lần đầu tiên vào năm 2007, Cộng hòa Séc lần đầu tiên vào được chung kết. Bosnia và Herzegovina và Hy Lạp lần đầu tiên không vào được chung kết.
Người chiến thắng của cuộc thi là ca nhạc sĩ Jamala đến từ Ukraina với ca khúc "1944", chiến thắng lần thứ hai của quốc gia kể từ ESC 2004 với ca khúc "Wild Dances" của Ruslana. Đây là lần đầu tiên kể từ sự ra đời của hội đồng chuyên môn vào năm 2009 mà người chiến thắng không giành thứ hạng cao nhất của hội đồng (Úc thắng) cũng không thắng bình chọn của khán giả các nước tham dự bằng điện thoại (Nga thắng), chỉ về thứ hai trên cả hai. Đây cũng là lần đầu tiên một bài hát với lời nhạc tiếng Tatar Krym (dân tộc Tatar ở bán đảo Krym) tham dự và thắng cuộc thi.

## Kết quả

Các nước tham dự vòng bán kết 1
Các nước được đặc cách vào vòng chung kết, nhưng cũng được quyền bầu chọn tại vòng bán kết 1
Các nước tham dự vòng bán kết 2
Các nước được đặc cách vào vòng chung kết, nhưng cũng được quyền bầu chọn tại vòng bán kết 2

### Bán kết 1
| Thứ tự | Quốc gia             | Nghệ sĩ                            | Ca khúc                | Ngôn ngữ                | Vị trí | Số điểm |
| ------ | -------------------- | ---------------------------------- | ---------------------- | ----------------------- | ------ | ------- |
| 01     | Phần Lan             | Sandhja                            | "Sing It Away"         | Tiếng Anh               | 15     | 51      |
| 02     | Hy Lạp               | Argo                               | "Utopian Land"         | Tiếng Hy Lạp, Tiếng Anh | 16     | 44      |
| 03     | Moldova              | Lidia Isac                         | "Falling Stars"        | Tiếng Anh               | 17     | 33      |
| 04     | Hungary              | Freddie                            | "Pioneer"              | Tiếng Anh               | 4      | 197     |
| 05     | Croatia              | Nina Kraljić                       | "Lighthouse"           | Tiếng Anh               | 10     | 133     |
| 06     | Hà Lan               | Douwe Bob                          | "Lighthouse"           | Tiếng Anh               | 5      | 197     |
| 07     | Armenia              | Iveta Mukuchyan                    | "LoveWave"             | Tiếng Anh               | 2      | 243     |
| 08     | San Marino           | Serhat                             | "I Didn't Know"        | Tiếng Anh               | 12     | 68      |
| 09     | Nga                  | Sergey Lazarev                     | "You Are the Only One" | Tiếng Anh               | 1      | 342     |
| 10     | Cộng hòa Séc         | Gabriela Gunčíková                 | "I Stand"              | Tiếng Anh               | 9      | 161     |
| 11     | Síp                  | Minus One                          | "Alter Ego"            | Tiếng Anh               | 8      | 164     |
| 12     | Áo                   | Zoë                                | "Loin d'ici"           | Tiếng Pháp              | 7      | 170     |
| 13     | Estonia              | Jüri Pootsmann                     | "Play"                 | Tiếng Anh               | 18     | 24      |
| 14     | Azerbaijan           | Samra Rahimli                      | "Miracle"              | Tiếng Anh               | 6      | 185     |
| 15     | Montenegro           | Highway                            | "The Real Thing"       | Tiếng Anh               | 13     | 60      |
| 16     | Iceland              | Greta Salóme Stefánsdóttir         | "Hear Them Calling"    | Tiếng Anh               | 14     | 51      |
| 17     | Bosna và Hercegovina | Dalal & Deen ft. Ana Rucner & Jala | "Ljubav je"            | Tiếng Bosnia            | 11     | 104     |
| 18     | Malta                | Ira Losco                          | "Walk on Water"        | Tiếng Anh               | 3      | 209     |

### Bán kết 2
| Thứ tự | Quốc gia  | Nghệ sĩ                                | Ca khúc                            | Ngôn ngữ                    | Vị trí | Số điểm |
| ------ | --------- | -------------------------------------- | ---------------------------------- | --------------------------- | ------ | ------- |
| 01     | Latvia    | Justs Sirmais                          | "Heartbeat"                        | Tiếng Anh                   | 8      | 132     |
| 02     | Ba Lan    | Michał Szpak                           | "Color of Your Life"               | Tiếng Anh                   | 6      | 151     |
| 03     | Thụy Sĩ   | Rykka                                  | "The Last of Our Kind"             | Tiếng Anh                   | 18     | 28      |
| 04     | Israel    | Hovi Star                              | "Made of Stars"                    | Tiếng Anh                   | 7      | 147     |
| 05     | Belarus   | Ivan                                   | "Help You Fly"                     | Tiếng Anh                   | 12     | 84      |
| 06     | Serbia    | Sanja Vučić ZAA                        | "Goodbye"                          | Tiếng Anh                   | 10     | 105     |
| 07     | Ireland   | Nicky Byrne                            | "Sunlight"                         | Tiếng Anh                   | 15     | 46      |
| 08     | Macedonia | Kaliopi                                | "Dona"                             | Tiếng Macedonia             | 11     | 88      |
| 09     | Litva     | Donny Montell                          | "I've Been Waiting for This Night" | Tiếng Anh                   | 4      | 222     |
| 10     | Úc        | Dami Im                                | "Sound of Silence"                 | Tiếng Anh                   | 1      | 330     |
| 11     | Slovenia  | ManuElla                               | "Blue and Red"                     | Tiếng Anh                   | 14     | 57      |
| 12     | Bulgaria  | Poli Genova                            | "If Love Was a Crime"              | Tiếng Anh, Tiếng Bulgaria   | 5      | 220     |
| 13     | Đan Mạch  | Lighthouse X                           | "Soldiers of Love"                 | Tiếng Anh                   | 17     | 34      |
| 14     | Ukraina   | Jamala                                 | "1944"                             | Tiếng Anh, Tiếng Tatar Krym | 2      | 287     |
| 15     | Na Uy     | Agnete Johnsen                         | "Icebreaker"                       | Tiếng Anh                   | 13     | 63      |
| 16     | Gruzia    | Nika Kocharov & Young Georgian Lolitaz | "Midnight Gold"                    | Tiếng Anh                   | 9      | 123     |
| 17     | Albania   | Eneda Tarifa                           | "Fairytale"                        | Tiếng Anh                   | 16     | 45      |
| 18     | Bỉ        | Laura Tesoro                           | "What's the Pressure"              | Tiếng Anh                   | 3      | 274     |

### Chung kết
| Thứ tự | Quốc gia     | Nghệ sĩ                                | Ca khúc                            | Ngôn ngữ                    | Vị trí | Số điểm |
| ------ | ------------ | -------------------------------------- | ---------------------------------- | --------------------------- | ------ | ------- |
| 01     | Bỉ           | Laura Tesoro                           | "What's the Pressure"              | Tiếng Anh                   | 10     | 181     |
| 02     | Cộng hòa Séc | Gabriela Gunčíková                     | "I Stand"                          | Tiếng Anh                   | 25     | 41      |
| 03     | Hà Lan       | Douwe Bob                              | "Slow Down"                        | Tiếng Anh                   | 11     | 153     |
| 04     | Azerbaijan   | Samra Rahimli                          | "Miracle"                          | Tiếng Anh                   | 17     | 117     |
| 05     | Hungary      | Freddie                                | "Pioneer"                          | Tiếng Anh                   | 19     | 108     |
| 06     | Ý            | Francesca Michielin                    | "No Degree of Separation"          | Tiếng Ý, Tiếng Anh          | 16     | 124     |
| 07     | Israel       | Hovi Star                              | "Made of Stars"                    | Tiếng Anh                   | 14     | 135     |
| 08     | Bulgaria     | Poli Genova                            | "If Love Was a Crime"              | Tiếng Anh, Tiếng Bulgaria   | 4      | 307     |
| 09     | Thụy Điển    | Frans Jeppsson Wall                    | "If I Were Sorry"                  | Tiếng Anh                   | 5      | 261     |
| 10     | Đức          | Jamie-Lee Kriewitz                     | "Ghost"                            | Tiếng Anh                   | 26     | 11      |
| 11     | Pháp         | Amir Haddad                            | "J'ai cherché"                     | Tiếng Pháp, Tiếng Anh       | 6      | 257     |
| 12     | Ba Lan       | Michał Szpak                           | "Color of Your Life"               | Tiếng Anh                   | 8      | 229     |
| 13     | Úc           | Dami Im                                | "Sound of Silence"                 | Tiếng Anh                   | 2      | 511     |
| 14     | Síp          | Minus One                              | "Alter Ego"                        | Tiếng Anh                   | 21     | 96      |
| 15     | Serbia       | Sanja Vučić                            | "Goodbye (Shelter)"                | Tiếng Anh                   | 18     | 115     |
| 16     | Litva        | Donny Montell                          | "I've Been Waiting for This Night" | Tiếng Anh                   | 9      | 200     |
| 17     | Croatia      | Nina Kraljić                           | "Lighthouse"                       | Tiếng Anh                   | 23     | 73      |
| 18     | Nga          | Sergey Lazarev                         | "You Are the Only One"             | Tiếng Anh                   | 3      | 491     |
| 19     | Tây Ban Nha  | Barei                                  | "Say Yay!"                         | Tiếng Anh                   | 22     | 77      |
| 20     | Latvia       | Justs Sirmais                          | "Heartbeat"                        | Tiếng Anh                   | 15     | 132     |
| 21     | Ukraina      | Jamala                                 | "1944"                             | Tiếng Anh, Tiếng Tatar Krym | 1      | 534     |
| 22     | Malta        | Ira Losco                              | "Walk on Water"                    | Tiếng Anh                   | 12     | 153     |
| 23     | Gruzia       | Nika Kocharov & Young Georgian Lolitaz | "Midnight Gold"                    | Tiếng Anh                   | 20     | 104     |
| 24     | Áo           | Zoë                                    | "Loin d'ici"                       | Tiếng Pháp                  | 13     | 151     |
| 25     | Anh Quốc     | Joe and Jake                           | "You're Not Alone"                 | Tiếng Anh                   | 24     | 62      |
| 26     | Armenia      | Iveta Mukuchyan                        | "LoveWave"                         | Tiếng Anh                   | 7      | 249     |

## Tranh cãi

### Về ca khúc thắng giải
Bài hát "1944" được trình bày bởi ca sĩ Jamala bằng tiếng Tatar Krym, đã dành chiến thắng cho Ukraina trước Úc, nói đến năm mà Josef Stalin, đã ra lệnh trục xuất người Tatar Krym từ bán đảo Krym sang Trung Á. Ukraina đã tham dự trở lại sau một năm vắng mặt, một phần vì lý do tài chính, một phần vì tình hình chính trị trong nước nên đã không tham gia năm 2015.
Trước cuộc thi đã có nhiều khiếu nại tới Liên hiệp Phát sóng châu Âu (EBU), chủ yếu là từ Nga, vì theo quy luật các bài tham dự ESC không được chứa các phát biểu chính trị. Tuy nhiên, các ủy ban chuyên môn của EBU đã quyết định, "1944" không vi phạm các quy tắc của cuộc thi. Bài hát đã được kiểm tra và những người có trách nhiệm kết luận rằng "Tựa bài và nội dung bài hát không chứa đựng thông điệp chính trị và bài hát không mâu thuẫn với các quy tắc của cuộc thi". Bài hát mô tả chi tiết các sự kiện xảy ra khoảng 70 năm trước; nhưng không đề cập tới sự sáp nhập của Krym vào Nga.